# Махин (Сирия)
Махин (араб. مهين‎) — город в Сирии.
Город расположен в мухафазе Хомс в 70 км на юго-восток от её административного центра Хомса.
Численность населения в 2004 году составляла 11 064 жителей.